# Pacatuba (kommun i Brasilien, Sergipe, lat -10,49, long -36,60)
Pacatuba är en kommun i Brasilien.   Den ligger i delstaten Sergipe, i den östra delen av landet, 1 400 km öster om huvudstaden Brasília. Antalet invånare är 13 137. Arean är 364 kvadratkilometer.
Terrängen i Pacatuba är huvudsakligen platt, men västerut är den kuperad.
Följande samhällen finns i Pacatuba:
- Pacatuba

Omgivningarna runt Pacatuba är huvudsakligen savann.